# Guillaume II (roi de Wurtemberg)
Pour les articles homonymes, voir Guillaume II.
Guillaume II de Wurtemberg (en allemand : Wilhelm Karl Paul Heinrich Friedrich von Württemberg), né le 25 février 1848 à Stuttgart et mort le 2 octobre 1921 au château de Bebenhausen, est de 1891 à 1918, le quatrième et dernier roi de Wurtemberg.

## Biographie

### Famille
Il est l'unique fils de Frédéric de Wurtemberg et de son épouse Catherine de Wurtemberg, sœur du roi Charles Ier, et appartient à la première branche dite « branche aînée » de la maison de Wurtemberg.

### Mariages
Le prince Guillaume épouse le 15 février 1877 à Bad Arolsen Marie de Waldeck-Pyrmont (1857–1882), fille du prince Georges-Victor de Waldeck-Pyrmont et de la princesse Hélène de Nassau.
Ils ont trois enfants, :
- Pauline de Wurtemberg (née à Stuttgart le 19 décembre 1877 et morte à Louisbourg le 7 mai 1965) ; en 1898, elle épouse Guillaume-Frédéric, prince de Wied (1872–1945), dont postérité ;

- Ulrich de Wurtemberg (né à Louisbourg le 28 juillet 1880 et mort à Stuttgart le 28 décembre 1880) ;

- Une fille mort-née à Louisbourg le 27 avril 1882, sans nom, inhumée au vieux cimetière de Louisbourg[4].

La princesse Marie meurt le 30 avril 1882, trois jours après avoir mis au monde ce troisième enfant mort-né ; elle avait 25 ans.
Veuf, le prince Guillaume se remarie le 8 avril 1886 à Bückeburg avec Charlotte de Schaumburg-Lippe, fille du prince Guillaume de Schaumbourg-Lippe et de Bathildis d'Anhalt-Dessau. Ce mariage demeure sans enfant,.

### Formation

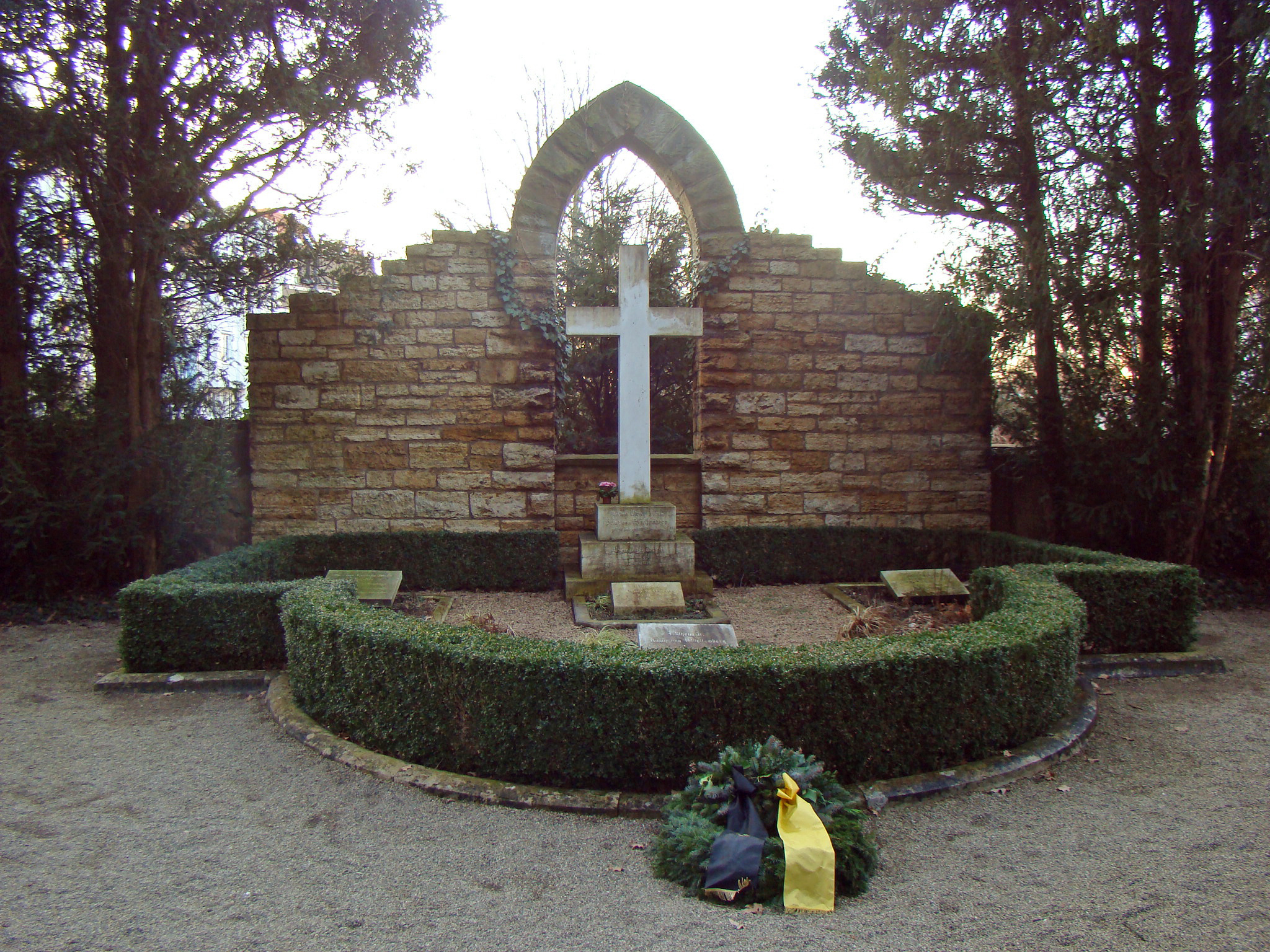
Tombeau de Guillaume II de Wurtemberg, de ses deux épouses et de ses deux enfants morts en bas âge.

Le roi Charles Ier et la reine Olga Nikolaïevna n'ayant pas eu d'enfant, Guillaume fut très tôt considéré comme l'héritier du trône et reçut une éducation destinée à faire de lui un futur chef d’État.
Le prince étudie le droit et l'économie politique aux universités de Tübingen (1865) et Göttingen (à partir de 1867) où il devient membre du Corps Suevia Tübingen (de) et du Corps Bremensia. Il reçut également une formation militaire à Potsdam où il est promu lieutenant en 1862. Cependant, désirant qu'il connaisse la vie des gens simples, ses parents lui font accomplir une formation auprès d'un maître-relieur et d'un maître-menuisier.

### Guerres de 1866 et 1870
En 1866, Guillaume doit s'enrôler contre la Prusse lorsque le Wurtemberg s'est rangé du côté de l'Autriche dans la guerre de la Confédération allemande en 1866. La victoire prussienne a décidé du cours futur de la vie du prince et a préparé une situation politique nationale qui devait, quatre ans plus tard, changer fondamentalement la position de tous les monarques individuels en Allemagne.
Le prince est membre de la Chambre des seigneurs de Wurtemberg (de) (Württembergischen Kammer der Standesherren) de 1870 à son accession au trône. Engagé depuis 1869 dans un régiment de la garde à Potsdam, il participe à la guerre franco-allemande de 1870 au sein de l'état-major du roi Guillaume Ier de Prusse et est présent à Versailles le 18 janvier 1871 lors de la proclamation de celui-ci comme empereur du nouvel Empire allemand.

### Retrait de l'armée
En 1875, Guillaume quitte l'armée prussienne avant de se retirer définitivement du service militaire en 1882, après avoir commandé une brigade de cavalerie dans le Wurtemberg. Une vie dans le monde particulier des militaires, socialement valorisé, mais isolé des courants sociaux et culturels de l'époque, ne le satisfont pas. Il est resté opposé au militarisme tout au long de sa vie.

### Règne
En 1891, Guillaume II succède à son oncle Charles Ier et fut le dernier roi de Wurtemberg. Il mena une vie plus conforme à celle d'un grand-bourgeois que d'un monarque. Affichant une certaine indifférence pour l'art militaire, il accueillit en 1907 dans ses États le congrès de l'Internationale socialiste. Le théâtre de la cour produisit des pièces interdites dans les autres États allemands comme celles de Frank Wedekind.
Il fonda un hospice pour les orphelins tandis que la reine patronnait un foyer d'accueil pour enfants handicapés. Sous son règne, la chambre basse (de) (Kammer der Abgeordneten) fut pour la première fois élue au suffrage universel.
Bien qu'allié à la maison impériale et royale d'Autriche-Hongrie — son cousin et héritier Albert de Wurtemberg a épousé en 1893 l'archiduchesse Marguerite d'Autriche, nièce de l'empereur François-Joseph — la déclaration de guerre de 1914 attrista profondément le roi qui passa ses troupes en revue les larmes aux yeux.

### Abdication et mort
Jusqu'aux derniers jours de son règne et peu avant son abdication, il se promenait sans escorte ni protection dans sa capitale, Stuttgart. Comme ses pairs (et parents), il abdique le 30 novembre 1918.
Le roi passe les dernières années de sa vie au château de Bebenhausen où il meurt en 1921. Sans descendance mâle survivante, son lointain cousin catholique le duc Albert de Wurtemberg devient le premier prétendant au trône.
Guillaume II de Wurtemberg appartenait à la branche aînée de la maison de Wurtemberg et avec lui s'éteint cette première branche.

## Honneurs
Guillaume II de Wurtemberg est :

### Ordres officiels wurtembourgeois
- Grand-croix de l'ordre de la Couronne de Wurtemberg (1862) ;
- Grand-croix de l'ordre de Frédéric ;
- Chevalier (1866), puis Commandeur (1886) de l'ordre du Mérite militaire (Wurtemberg).

### Ordres officiels allemands
- Grand-croix de l'ordre d'Albert l'Ours (Anhalt, 1889) ;
- Chevalier de l'ordre de la Fidélité (Bade) (1889) ;
- Chevalier de l'ordre de Saint-Hubert (Bavière) (1877) ;
- Grand-croix de l'ordre militaire de Maximilien-Joseph de Bavière ;
- Grand-croix de l'ordre d'Henri le Lion (duché de Brunswick, 1899) ;
- Grand-croix de l'ordre de la Maison ernestine de Saxe (duchés saxons, 1874) ;
- Grand-croix de l'ordre de Louis Ier de Hesse (1893) ;
- Croix d'honneur de 1re classe de l'ordre de la Maison de Lippe ;
- Grand-croix avec la couronne de métal de l'ordre de la Couronne de Wende (Mecklembourg) ;
- Chevalier de l'ordre du Lion d'or de la maison de Nassau ;
- Grand-croix de l'ordre du Mérite du duc Pierre-Frédéric-Louis (grand-duché d'Oldenbourg, 1877) ;
- Grand-croix de l'ordre du Faucon blanc (Saxe-Weimar, 1892) ;
- Chevalier de l'ordre de la Couronne de Rue (royaume de Saxe, 1886) ;
- Chevalier de l'ordre militaire de Saint-Henri (Saxe) ;
- Chevalier de l'ordre de l'Aigle noir (Prusse, 1870), avec collier (1872) ;
- Grand commandeur de l'ordre de Hohenzollern (1879) ;
- Chevalier de l'ordre protestant de Saint-Jean (Prusse, 1885) ;
- Pour le Mérite (Prusse).

### Ordres officiels étrangers
- Grand-croix de l'ordre de Saint-Étienne de Hongrie (Autriche-Hongrie, 1886) ;
- Chevalier de l'ordre suprême de la Très Sainte Annonciade (royaume d'Italie, 1893) ;
- Grand cordon de l'ordre du Chrysanthème du Japon (1896) ;
- Grand-croix de l'ordre du Lion néerlandais (Pays-Bas) ;
- Chevalier de l'ordre de Saint-André (Empire russe) ;
- Chevalier de l'ordre de Saint-Alexandre Nevski (Empire russe) ;
- Chevalier de l'ordre de l'Aigle blanc (Empire russe) ;
- Chevalier 1re classe de l'ordre de Sainte-Anne (Empire russe) ;
- Chevalier de 4e classe de l'ordre impérial et militaire de Saint-Georges (Empire russe) ;
- Chevalier 1re classe de l'ordre de Saint-Stanislas (Russie impériale) ;
- 1084e chevalier de l'ordre de la Toison d'or (Espagne, 1892) ;
- Chevalier de l'ordre des Séraphins (Suède) ;
- Chevalier de l'ordre de la Jarretière (Royaume-Uni, 1904).